# Distretto di Senjeh
Il distretto di Senjeh è un distretto della Liberia facente parte della contea di Bomi.